# Emma Altherr-Simond
Emma Altherr-Simond (* 13. April 1838 in Baden; † 10. Dezember 1925 in Heiden; heimatberechtigt in Chamonix, nach der Heirat in Speicher) war eine Schweizer Hotelierin in Appenzell Ausserrhoden.

## Leben
Emma Altherr-Simond war eine Tochter des Handelsmanns Joseph Simond und der Anna Maria Simond, geborene Nieriker aus der Badener Hoteliersfamilie. Im Jahr 1876 heiratete sie Hermann Altherr. Im Jahr 1860 kam Emma Altherr mit ihrer Mutter und den beiden Schwestern nach Heiden, wo sie die Brauerei und Kuranstalt Freihof, wenig später auch den Schweizerhof übernahmen. 
Beide Hotels gingen später in ihren Besitz über. Unter ihrer Leitung entwickelten sie sich zu den angesehensten Kurhäusern Heidens und trugen wesentlich zum internationalen Ruf des Luftkurorts bei. Im Freihof praktizierten von ca. 1863 bis 1914 während der Sommersaison zahlreiche berühmte Ärzte. Der seit 1887 in Heiden lebende Henry Dunant verkehrte bis zu seinem Tod 1910 regelmässig im Freihof. Der Zusammenbruch des Fremdenverkehrs nach dem Ausbruch des Ersten Weltkriegs 1914 verurteilte Emma Altherrs Lebenswerk zum Scheitern und setzte ihr persönlich stark zu. 
Als «Fräulein Simond» gehörte sie 1871 zu den Initiantinnen der Rorschach-Heiden-Bergbahn.